# Ngày IPv6 Thế giới
Ngày IPv6 thế giới (tiếng Anh: "World IPv6 Day") do Hiệp hội Xã hội hóa Internet (Internet Society OC - ISOC) tổ chức vào 08/06/2011 đánh dấu cột mốc thử nghiệm IPv6 trên toàn cầu và cũng là cột mốc đánh dấu sự phát triển quan trọng của Internet trong giai đoạn tài nguyên IPv4 đang dần cạn kiệt.
Hơn 80 nhà điều hành website, bao gồm Facebook, Google, Yahoo, Bing,… và 2 trường đại học ở Mỹ là Harvard và Rensselaer Polytechnic Institute cùng tham gia cung cấp thử nghiệm dịch vụ qua hệ thống mạng IPv6 trong vòng 24 giờ.

## Ý nghĩa sự kiện
- Thúc đẩy các cá nhân, tổ chức hoạt động trong nhiều lĩnh vực khác nhau như sản xuất phần cứng, sản xuất hệ điều hành, ISP, các công ty cung cấp dịch vụ web... chuẩn bị sẵn sàng các hạ tầng, sản phẩm và dịch vụ của mình để đảm bảo chuyển đổi thành công sang địa chỉ IPv6 khi địa chỉ IPv4 đã sử dụng hết
- Giúp các nhà điều hành mạng nhận biết được các sự cố có thể sẽ xảy ra khi triển khai IPv6 trong thực tế

## Ngày IPv6 tại Việt Nam
Từ ngày 04/05/2013 – 06/05/2013, Trung tâm Internet Việt Nam đã tổ chức sự kiện IPv6 với chủ đề "Ngày IPv6 Việt Nam" tại Thành phố Hồ Chí Minh. Hội thảo với sự tham gia của các cơ quan quản lý nhà nước, các doanh nghiệp, nhà cung cấp dịch vụ về viễn thông - Internet trong nước, tổ chức tài chính, ngân hàng, chuyên gia... đã nhấn nút chính thức chọn ngày 6/5 là Ngày IPv6 Việt Nam và triển khai rộng khắp cả nước.
Theo Bộ Thông tin Truyền thông, năm 2013 là năm quan trọng trong Kế hoạch hành động quốc gia về IPv6, năm nay sẽ bắt đầu giai đoạn chạy thử nghiệm và chính thức chuyển đổi từ IPv4 sang IPv6, sau giai đoạn chuẩn bị năm 2011-2012 đã được hoàn thành.

## Ảnh hưởng tích cực
Tạp chí Network World đã thực hiện một cuộc khảo sát trực tuyến với sự hưởng ứng của 210 chuyên gia CNTT. Cuộc khảo sát cho thấy nhiều trở ngại trong việc triển khai IPv6 trên các mạng nội bộ cũng như các trang web bên ngoài. Đó là, dịch vụ thương mại chưa sẵn sàng từ các nhà khai thác mạng, các sản phẩm phần mềm và thiết bị mạng thiếu tính năng tương hỗ giữa IPv6 và IPv4.
Tại Việt Nam, Ban Công tác thúc đẩy phát triển IPv6 Quốc gia (Ban Công tác) đã tổ chức buổi họp ngày 10/5/2011 để triển khai kế hoạch hành động quốc gia về IPv6.